# Камнеломка
Камнело́мка (лат. Saxifrága) — род растений семейства Камнеломковые (Saxifragaceae). По состоянию на 2024 год в состав рода включается 561 вид, что делает его наиболее многочисленным в семействе. По результатам филогенетических исследований, часть видов, ранее входивших в род Камнеломка, выделена в род микрантес (Micranthes), хотя и сохраняет прежние русскоязычные названия, например, камнеломка снежная (Micranthes nivalis), камнеломка островная (Micranthes nelsoniana var. insularis), камнеломка Идзуро (Micranthes merkii subsp. idsuroei), камнеломка тёмная (Micranthes fusca) и другие.

## Название
Родовое латинское название Saxifraga происходит от латинских слов saxum — «скала» и fragere — «ломать». Род также известен под названием «разрыв-трава».

## Ботаническое описание

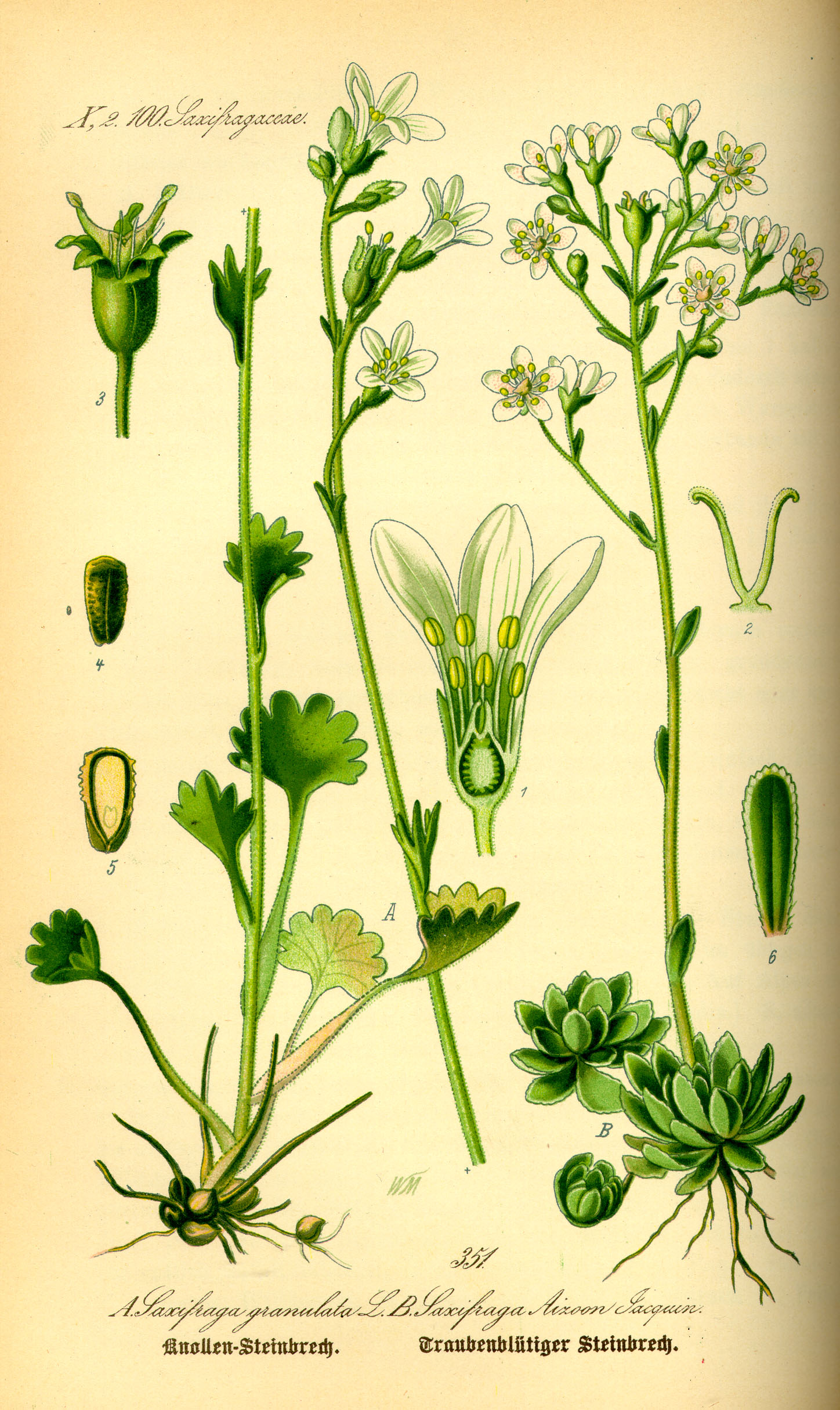
A. Камнеломка зернистая (Saxifraga granulata), B. Камнеломка метельчатая (Saxifraga paniculata).

Род Камнеломка объединяет травянистые многолетние растения, за исключением двулетней S. adscendens и однолетней S. tridactylites. Подземная часть с корневищем или столонами, каудекс не выраженный, чешуйчатый, иногда с клубеньками. Надземная часть волосистая, иногда голая.
Цветоносные стебли обычно прямостоячие и могут достигать от 1 до 40 см в высоту (иногда до 100 см). Листья собраны в прикорневые розетки и стеблевые редуцированные, очерёдные (у S. nathorstii, S. oppositifolia — супротивные), прилистники отсутствуют, черешки выраженные или отсутствуют. Форма листовой пластинки яйцевидная, эллиптическая, линейная, лопатковидная, с выраженными или отсутствующими долями, у основания от клиновидной до сердцевидной формы, край ровный, городчатый, зазубренный или зубчатый. Вершина листьев может быть острой, тупой или закругленной, а жилкование — перистым или пальчатым.

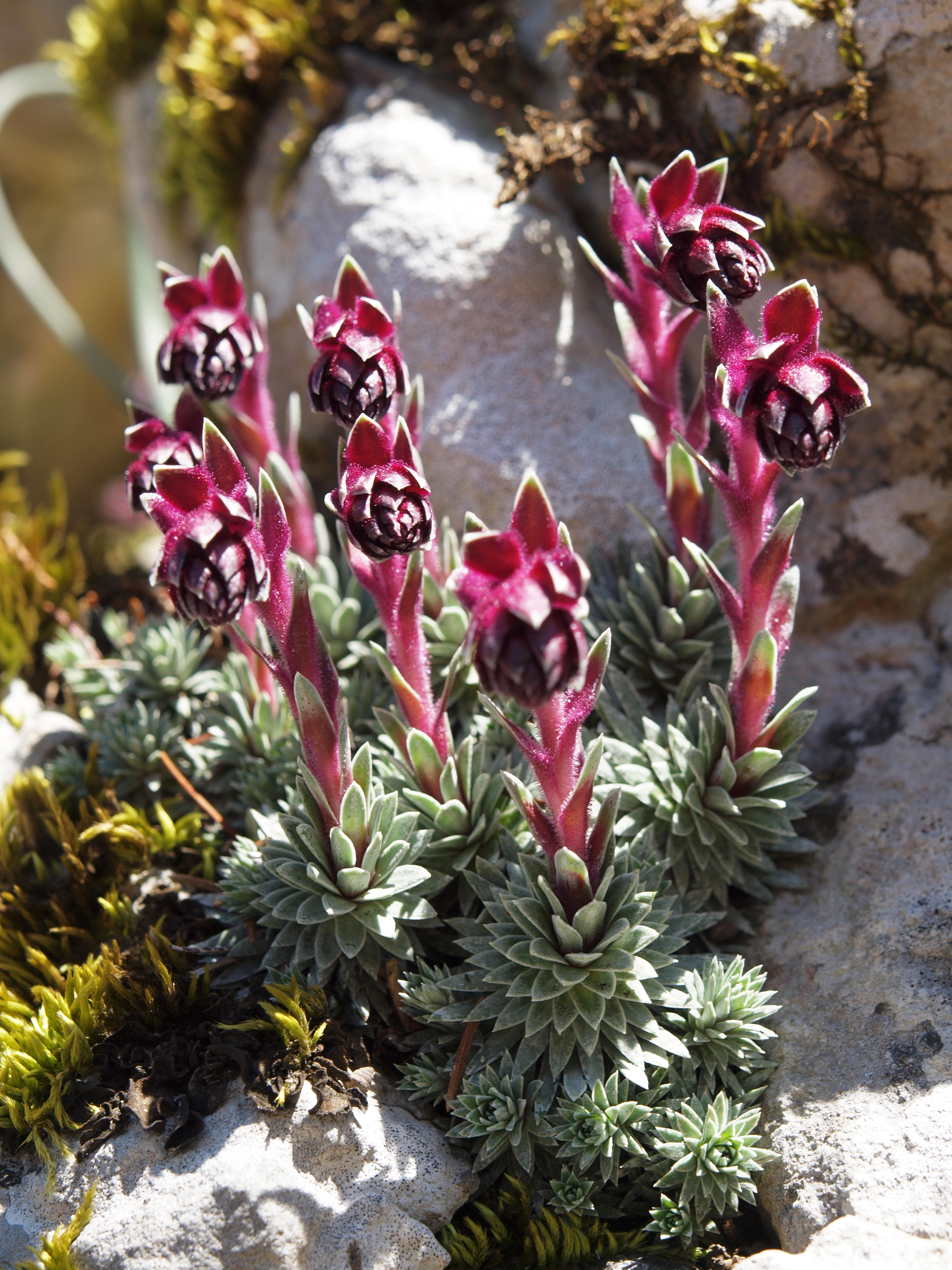
Saxifraga sempervivum

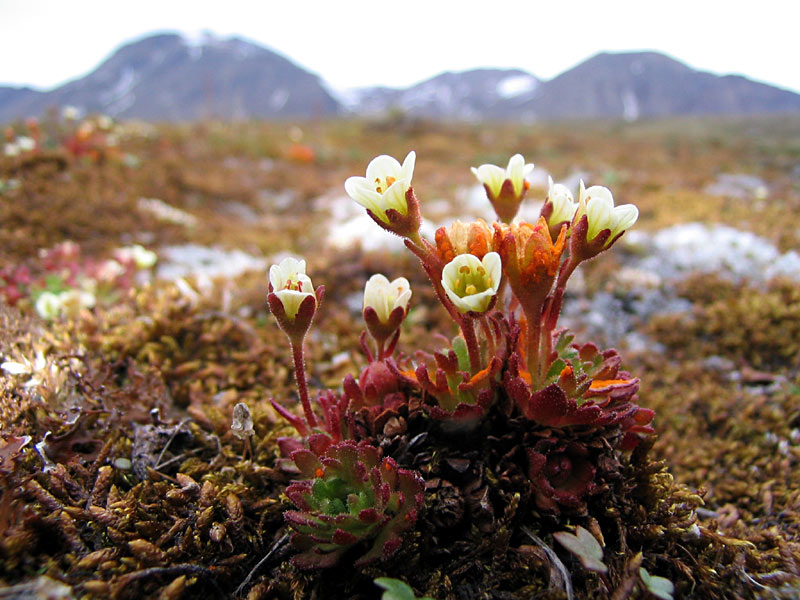
Камнеломка дернистая (Saxifraga cespitosa)

Соцветия тирсовидные или иногда кистевидные, с одиночными терминальными цветками из центра розетки до 2–200(1000) цветков в соцветии. У S. cernua, S. mertensiana некоторые или все цветки могут замещаться бульбочками. Прицветники обычно выраженные.
Цветки двусторонне симметричные и обоеполые. Лепестки бывают белыми, кремовыми, желтыми, оранжевыми, красными, розовыми или пурпурными, часто с жёлтыми, оранжевыми или красными пятнами, иногда отсутствуют. Гипантий (расширенный нижний частью цветка) может быть зелёным, розовым или пурпурным. Чашелистиков обычно пять, зелёные или иногда с красноватыми концами. Нектарные диски имеются или отсутствуют. Тычинок обычно десять, с линейными или уплощенными нитями. Завязь 2-гнёздная. Плодолистики обычно сросшиеся проксимально или отчётливые.
Плод — коробочка с «клювом», у S. oppositifolia — листовка. Семена коричневые, бывают продолговатыми, эллипсовидными или яйцевидными, гладкими, бугорчатыми или с сосочками.
Хромосомное число 2n = 6, 8, 11, 13 или 14.

## Распространение и экология
Камнеломка распространена на территории Евразии, Северной и Южной Америки, а также в нескольких странах Северной Африки.

## Классификация

### Таксономия
- Saxifraga L., 1753, Sp. Pl. : 398

Род Камнеломка включается в семейство Камнеломковые (Saxifragaceae) порядка Камнеломкоцветные (Saxifragales), последовательно входящего в более крупные клады Суперрозиды → Эвдикоты → Цветковые растения. Таксономическая схема в соответствии с Системой APG IV по состоянию на июнь 2024 года:
|  |                          |  |                                   |                                   |                         |  | еще 14 семейств |             |                |                                                           |
|  |                          |  |                                   |                                   |                         |  |                 |             |                | 561 подтвержденный вид и 331 вид, ожидающий подтверждения |
|  |                          |  |                                   | порядок Камнеломкоцветные         |                         |  |                 |             | род Камнеломка |                                                           |
|  |                          |  |                                   | порядок Камнеломкоцветные         |                         |  |                 |             | род Камнеломка |                                                           |
|  | клада Цветковые растения |  |                                   |                                   | семейство Камнеломковые |  |                 |             |                |                                                           |
|  | клада Цветковые растения |  |                                   |                                   |                         |  |                 |             |                |                                                           |
|  |                          |  | ещё 63 порядка цветковых растений | ещё 63 порядка цветковых растений |                         |  |                 | еще 34 рода | еще 34 рода    |                                                           |
|  |                          |  |                                   | ещё 63 порядка цветковых растений |                         |  |                 |             | еще 34 рода    |                                                           |

### Секции
Некоторые систематики выделяют внутри рода несколько секций, хотя в современной классификации на основе APG IV такой подход не поддерживается:
- Saxifraga sect. Ciliatae
- Saxifraga sect. Cotylea
- Saxifraga sect. Cymbalaria
- Saxifraga sect. Gymnopera
- Saxifraga sect. Heterisia
- Saxifraga sect. Irregulares
- Saxifraga sect. Ligulatae
- Saxifraga sect. Merkianae
- Saxifraga sect. Mesogyne
- Saxifraga sect. Micranthes
- Saxifraga sect. Odontophyllae
- Saxifraga sect. Porphyrion
- Saxifraga sect. Saxifraga
- Saxifraga sect. Trachyphyllum
- Saxifraga sect. Xanthizoon

### Виды
Некоторые из них:
- Saxifraga adscendens L. — Камнеломка восходящая
- Saxifraga aizoides L. — Камнеломка жестколистная
- Saxifraga androsacea L. — Камнеломка проломниковая
- Saxifraga bronchialis L. — Камнеломка гребенчато-реснитчатая
- Saxifraga bryoides L. — Камнеломка моховидная
- Saxifraga bulbifera L. — Камнеломка клубеньконосная
- Saxifraga carpatica Sternb. — Камнеломка карпатская
- Saxifraga cernua L. — Камнеломка поникающая
- Saxifraga cespitosa L. — Камнеломка дернистая
- Saxifraga cuneifolia L. — Камнеломка клинолистная
- Saxifraga cymbalaria L. — Камнеломка кимвальная
- Saxifraga exarata Vill. — Камнеломка рыхлая
- Saxifraga granulata L. typus[1] — Камнеломка зернистая
- Saxifraga hieraciifolia Waldst. & Kit. ex Willd. — Камнеломка ястребинколистная
- Saxifraga hirculus L. — Камнеломка болотная
- Saxifraga hirsuta L. — Камнеломка жестковолосистая
- Saxifraga hyperborea R.Br. — Камнеломка северная
- Saxifraga hypnoides L. — Камнеломка гипнумовая
- Saxifraga irrigua M.Bieb. — Камнеломка орошённая
- Saxifraga juniperifolia Adams — Камнеломка можжевелолистная
- Saxifraga korshinskyi Kom. — Камнеломка Коржинского
- Saxifraga kotschyi Boiss. — Камнеломка Кочи
- Saxifraga nelsoniana D.Don — Камнеломка Нельсона
- Saxifraga nivalis L. — Камнеломка снежная
- Saxifraga oppositifolia L. — Камнеломка супротивнолистная
- Saxifraga paniculata Mill. — Камнеломка метельчатая
- Saxifraga pedemontana All. — Камнеломка пьемонтская
- Saxifraga rivularis L. — Камнеломка ручейная
- Saxifraga rotundifolia L. — Камнеломка круглолистная
- Saxifraga serpyllifola Pursh — Камнеломка чабрецелистная
- Saxifraga sibirica L. — Камнеломка сибирская
- Saxifraga stellaris L. — Камнеломка звёздчатая
- Saxifraga tenuis (Wahlenb.) Harry Sm. ex Lindm. — Камнеломка тонкая
- Saxifraga tridactylites L. — Камнеломка трёхпалая
- Saxifraga wahlenbergii Ball — Камнеломка Валенберга

Популярный в цветоводстве вид Камнеломка Арендса (Saxifraga × arendsii Arends) имеет статус неподтвержденного.